# Bojjhanga
Im Buddhismus bezeichnet Bojjhanga (Pali) „sieben Glieder des Erwachens“. Diese sollen bei konsequenter Anwendung nach buddhistischer Lehre eine Befreiung des Geistes bewirken. Das erfordert das Üben der vier Grundlagen der Achtsamkeit (gemäß Satipatthāna Sutta (MN 10)) und Ānāpānasati Sutta (MN 118). Ferner gehören dazu Grundlagen der Vipassana-Meditation. Sie bilden eine Unterabteilung der 37 erforderlichen Dinge zum Erwachen (Bodhipakkhiyadhamma).
1. Achtsamkeit (p. sati-sambojjhanga),
2. Wahrheitsergründung, Ergründung der Gesetzmäßigkeit (p. dhammavicaya-sambojjhanga),
3. Willenskraft, Beharrlichkeit (p. viriya-sambojjhanga),
4. Freude (p. pīti-sambojjhanga),
5. Gestilltheit, Gelassenheit (p. passaddhi-sambojjhanga),
6. Sammlung (p. samādhi-sambojjhanga),
7. Gleichmut (p. upekkhā-sambojjhanga).

Die Erwachungsglieder, in Abgeschiedenheit entfaltet, führen zum Nirwana. Das Erinnern und Erwägen der Lehre sowie die gründliche Prüfung der Aussagen führt zu tiefem Verstehen und geben Energie. Die verzückende Freude darüber stillt Körper und Geist. Wohl gestillt einigt sich das Herz. Geeinten Herzens tritt wahrer Gleichmut in Erscheinung.

## Achtsamkeit(Sati)
Im Buddhismus hat die Achtsamkeit einen zentralen Status, sie wird als eine grundlegende Haltung angesehen. Achtsam zu sein bedeutet, ganz in der Gegenwart, im Hier und Jetzt zu sein und sich seiner Gefühle, Gedanken und Handlungen in jedem Augenblick voll bewusst zu sein. Achtsamkeit heißt, auf sich selbst bezogen zu sein, sein Selbst zu beobachten und ihm zu folgen, und auch dem Geschehen, dem Gegenüber, die ganze Aufmerksamkeit darzubringen.
Was da Besinnung ist, Nachsinnen, ins Gedächtnis zurückrufen, Erinnerung, im Gedächtnis bewahren, Gründlichkeit, Nichtvergesslichkeit, Besinnung, Fähigkeit der Besinnung, Kraft der Besinnung, rechte Besinnung: das nennt man Besinnung. Der mit dieser Besinnung ausgerüstete Mensch aber gilt als der Besinnung gewärtig.

## Gesetzesergründung(Dhamma-vicaya)
Unter Dhamma-vicaya wird das klare Erfassen der buddhistischen Lehre verstanden sowie die Einsicht in die Gesetzesordnung des Universums.
Solcherart achtsam verweilend aber ergründet er und erforscht und erwägt mit Einsicht das Gesetz (oder die Daseinserscheinungen).

## Willenskraft(Viriya)
Unter Viriya wird die Willenskraft, Ausdauer und Anstrengung verstanden. Dies bezieht sich auf das Aufrechterhalten der Anstrengungen in der Meditation.
Da erzeugt, ihr Mönche, der Mönch in sich den Willen, nicht aufgestiegene üble, unheilsame Dinge nicht aufsteigen zu lassen; er strebt danach, setzt seine Willenskraft ein, spornt seinen Geist an und kämpft darum.

## Freude(Piti)
Piti bedeutet eine energiereiche, verzückende Freude, die durch Gewinnung des inneren Friedens erlangt wird. Die Voraussetzung ist jedoch, das wertende Denken zu überwinden.
Nach Stillung von Gedankenfassung und wertendem Denken aber gewinnt der Mönch den inneren Frieden, die Einheit des Geistes, die von Gedankenfassung und wertendem Denken freie, in der Vertiefung geborene, von Verzückung und Glücksgefühl erfüllte zweite Vertiefung.

## Gestilltheit(Passaddhi)
Unter Passadhi versteht man Gestilltheit und Ruhe. Hierbei handelt es sich um die körperliche und geistige Spannkraft, die durch Meditation erreicht wird. Dem „Entzückten“ beruhigt sich der Körper, ein Zustand der Ruhe wird erreicht.
In dem geistig Verzückten aber stillen sich Geist und Bewusstsein.
Das häufige und gründliche Nachdenken darüber, dies ist der Nährstoff, der zum Entstehen ...der Gestilltheit führt.. Es gibt die Vorstellung der Gemütsruhe, eine unverwirrte Vorstellung. Das häufige und gründliche Nachdenken hierüber, dies ist der Nährstoff . . . der Sammlung.

## Sammlung(Samadhi)
Samadhi beinhaltet die Regeln der Vertiefung bzw. des Sichversenkens. Es ist die Sammlung und Konzentration, das Gerichtetsein des Geistes auf einen einzigen Meditationsgegenstand. In der Konzentration auf den Atem wird der Geist frei von Gedanken, Sammlung heißt also vor allem auch Leere, frei (an Gedanken) sein, nicht dem Wechselbad wertenden Denkens ausgeliefert zu sein.
Samadhi ist das Gerichtetsein des Geistes auf ein einziges Objekt. Die Einspitzigkeit des Geistes ... gilt als die Sammlung

## Gleichmut(Upekkhā)
Upekkhā heißt, dass man gleichmütig ist und unberührt bleibt, d. h. frei von wertendem Unterscheiden ist. Es ist ein vollkommenes Ruhen in sich sein, auch selbst in einer Menschenmenge. Gleichmut erkennt die Gleichheit der Lebewesen, er äußert sich, indem weder Zu- noch Abneigung auftreten. Der Geist ist vollkommen allein und ruht in sich.
Gegen den also gesammelten Geist aber verhält er sich gleichmütig.